# Espaço Rap 5
Espaço Rap 5 é a quinta edição da coletânea musical de rap Espaço Rap, produzida por vários artistas do gênero. Foi lançada em 2001 e contém 13 faixas.

## Faixas
1. Pacto - Expressão Ativa
2. Sinal da Cruz - Realidade Cruel
3. Super Billy - Conexão do Morro
4. Essa é a Lei (Tributo a um 171) - Ndee Naldinho
5. Roleta Russa - Império Z/O
6. Dez Anos Perdido - Condenação Brutal
7. Dando Trabalho Pros Anjos - Jamaika
8. Só Quem é Louco - De Menos Crime
9. Julgamento - Face da Morte
10. Só por Você - Xis
11. Esse é o Meu Compromisso - Ultramen
12. UBC - Doctor MC's
13. Ninguém Sabe - Thaíde e DJ Hum